# Сорожское сельское поселение
Сорожское се́льское поселе́ние — упразднённое муниципальное образование в Осташковском районе Тверской области Российской Федерации.
Административный центр — деревня Сорога.

## Географические данные
- Общая площадь: 127,5 км²
- Нахождение: центральная часть Осташковского района
  - Граничит:
    - на севере — с Мошенским СП
    - на востоке — со Святосельским СП и Ждановским СП
    - на юге — с Сиговским СП и городом Осташков
    - на западе — с озером Селигер

Поселение расположено на восточном берегу озера Селигер. Другие озёра — Сорожское, Глубокое, Долгое, Рясно.
Поселение пересекает железная дорога Бологое — Соблаго — Великие Луки.

## История
В XV—XVII вв. территория поселения находилась на границе Новгородских и Ржевских земель. Северная часть относилась к Жабненскому погосту Деревской пятины Новгородской земли, южная — к волости Лещин Ржевского уезда.

С XVIII века территория поселения входила:
- в 1708—1727 гг. в Санкт-Петербургскую (Ингерманляндскую 1708—1710 гг.) губернию, Тверскую провинцию,
- в 1727—1775 гг. в Новгородскую губернию, Тверскую провинцию,
- в 1775—1796 гг. в Тверское наместничество, Осташковский уезд,
- в 1796—1929 гг. в Тверскую губернию, Осташковский уезд,
- в 1929—1935 гг. в Западную область, Осташковский район,
- в 1935—1990 гг. в Калининскую область, Осташковский район
- с 1990 в Тверскую область, Осташковский район.

В середине XIX-начале XX века деревни поселения относились к Кравотынской и Дубковской волостям Осташковского уезда.
Образовано в 2005 году, включило в себя территорию Сорожского сельского округа.
Законом Тверской области от 17 апреля 2017 года № 27-ЗО, все муниципальные образования Осташковского района были преобразованы в Осташковский городской округ.

## Население
| 2002 | 2005 | 2008 | 2010 | 2011 | 2012 | 2013 |
| ---- | ---- | ---- | ---- | ---- | ---- | ---- |
| 820  | ↘684 | ↗745 | ↘682 | ↘678 | ↗766 | ↗801 |
| 2014 | 2015 | 2016 | 2017 |      |      |      |
| ↗812 | ↘806 | ↗812 | ↘801 |      |      |      |

## Состав сельского поселения
На территории поселения находятся следующие населённые пункты:
| №  | Населённый пункт | Тип населённого пункта          | Население |
| -- | ---------------- | ------------------------------- | --------- |
| 1  | Глубочица        | деревня                         | →13       |
| 2  | Дубок            | деревня                         | ↘5        |
| 3  | Жар              | деревня                         | ↗19       |
| 4  | Залесье          | деревня                         | ↘22       |
| 5  | Залучье          | деревня                         | →19       |
| 6  | Зальцо           | деревня                         | ↘5        |
| 7  | Заселье          | деревня                         | ↘8        |
| 8  | Зорино           | деревня                         | ↗8        |
| 9  | Кравотынь        | деревня                         | →21       |
| 10 | Лещины           | деревня                         | ↗14       |
| 11 | Локотец          | деревня                         | ↘37       |
| 12 | Ляпино           | деревня                         | ↘7        |
| 13 | Марьино          | деревня                         | ↗11       |
| 14 | Острицы          | деревня                         | ↘1        |
| 15 | Пачково          | деревня                         | ↘23       |
| 16 | Пески            | деревня                         | ↘8        |
| 17 | Погорелое        | деревня                         | ↘31       |
| 18 | Покровское       | деревня                         | ↘144      |
| 19 | Светлица         | деревня                         | ↗86       |
| 20 | Сорога           | деревня, административный центр | ↘176      |
| 21 | Твердякино       | деревня                         | ↘7        |
| 22 | Троеручица       | деревня                         | ↘1        |
| 23 | Уницы            | деревня                         | ↘14       |

## Русская православная церковь
Монастырь Нило-Столобенская пустынь на острове Столобном.

## Люди, связанные с сельским поселением
В деревне Кравотынь родился Герой Советского Союза Василий Иванович Быков.